# Вигнання і царство
Вигнання і царство (фр. L'Exil et le royaume) — збірка новел французького письменника і філософа Альбера Камю, опублікована в 1957 році.

## Походження
З 1952 року Альбер Камю працював над чернетками кількох новел, які хотів опублікувати під назвою «Новели вигнання». «Падіння» також мало з'явитися у цій збірці, але воно було більшим за обсягом і тому вийшло окремою книжкою. У 1957 році повна версія була завершена і отримала назву L'Exil et le royaume. У цьому творі, однак, не знайдеш однозначного мораліста, який прояснює своє послання в епічних оповідях; радше, Камю представив свої тези про те, як впоратися з існуванням у повсякденних ситуаціях. Таким чином, твір вписується в екзистенціалістську філософію Камю, яку він повертає в бік філософії абсурду.
«Одного дня не буде чим захоплюватися, все відомо, все життя проходить у повторенні. Це час вигнання, посушливого життя, мертвої душі», — так прокоментував свій твір Альбер Камю у 1953 році.

## Зміст
До збірки увійшли шість оповідань:
- Зрадлива жінка.
- Відступник, або Сум'яття в душі.
- Гість.
- Йона, або Художник за роботою.
- Обітний камінь.

Сам Камю так описує об'єднуючий елемент оповідань у передмові до збірки, що стосується її назви: «Одна й та сама тема, […] тема вигнання, розглядається тут шість разів у різних формах, від внутрішнього монологу до реалістичної оповіді. […] Що стосується імперії, про яку також йдеться в назві, то вона збігається з певним, вільним і оголеним життям, яке ми повинні знову віднайти, щоб нарешті відродитися. Вигнання по-своєму показує нам шлях до цього — за однієї умови, що при цьому ми зможемо відкинути як рабство, так і власність».
Таким чином, «вигнання» означає ув'язнення людини у фальшивому і обмежуючому середовищі, в суспільстві з його умовностями і нормами. «Царство», з іншого боку, представляє стан задоволеності свободою і знаннями. Дикий, невідомий і приголомшливий край з його таємничими мешканцями показує героям деяких новел краще, істинне життя і, таким чином, спричиняє радикальні зміни, які відкривають перед ними нові горизонти.

### Зрадлива жінка
Жанін, «перелюбниця», супроводжує свого підприємливого чоловіка у діловій поїздці Алжиром. Її життєва ситуація описана у вільній послідовності думок та описів: Вийшла заміж за чоловіка, який просто запропонував себе, бо кохав її і хотів, щоб вона відчувала себе потрібною.
Незважаючи на всі зусилля чоловіка Джанін, відрядження залишається невдалим. Холодної пустельної ночі вона відвідує руїни покинутого форту, розташованого на сусідньому пагорбі, і переживає еротичний досвід на природі.
Навіть у цій першій новелі відчувається ув'язнення в нормах і конвенціях: Зустріч з неосяжною природою у вигляді незайманої Сахари змушує «перелюбницю» усвідомити свої проблеми у стосунках: Тут, холодної пустельної ночі, вона вперше усвідомлює, що затхлий клімат, щоденна рутина та штучний спосіб вирішення проблем є ознакою зношеності її шлюбу.
Але цей короткий і глибокий зв'язок зі світом природи не має довготривалої стійкості і не може допомогти Джанін впорядкувати своє життя у вигнанні. Її власне буття занадто безглузде у порівнянні з природою для цього. Тож їй не залишається нічого іншого, як заспокоювати чоловіка, який помічає сльози після її повернення.

### Відступник, або Сум'яття в душі
Католицький місіонер, який завжди розумів релігію як засіб тріумфального гноблення, прагне навернути варварських мешканців соляного міста Тагаза, які втілюють негативне, руйнівне начало. Після того, як його схопили, ув'язнили і піддали тортурам володарі міста, він усвідомлює, що гуманістичні християнські принципи завжди недосяжні і поступаються силам зла, так що будь-яка надія на їх реалізацію залишає його. Він сам стає затятим фанатиком варварства, насильства і руйнування. Незважаючи на цю світоглядну зміну, його рабська покірність власним ідеалам залишається. Тепер він прагне верховенства закону антигуманізму, який сам же і створив, і навіть підстерігає свого наступника, щоб застрелити його.
Думки божевільного місіонера обертаються навколо його власного недалекого минулого. Минуле, в якому він не навернув «дикунів», а почав поклонятися їхньому фетишу, богу страждань і руйнувань. Нарешті він відчуває хаос і біль як всепоглинаючу силу і прагне кінця світу.
Другий наратив — це тирада ненависті до всього людського в людині, якій її нові господарі нарешті набили рота сіллю. Бо зрештою і для неї немає місця у всесвіті нелюдяності. Тут описана найекстремальніша ситуація вигнання, в якій вже немає жодної можливості потрапити до царства.

### Німі[1]
Ця новела описує час після страйку бондарів та їхньої поразки, а отже, внутрішні та соціальні конфлікти зі зміненими умовами чи обставинами та вимогами, конфлікт між співчуттям, тиском з боку однолітків та новою ситуацією.
Після невдалого страйку працівники бондарні відмовляються розмовляти зі своїм начальником. Це мовчазна угода між страйкарями, які, незважаючи на зневагу, залежать від цієї роботи. Коли захворіла донька боса, з'являється нова можливість і моральна потреба для спілкування. Але навіть у цій ситуації, під загрозою долі та природи, бос виключається з етичної вимоги згуртованості, гармонії та спільноти. Бондарі опинилися у вигнанні, оскільки господар дав зрозуміти, що вони «насправді» більше не потрібні; але при цьому господар також був «вигнаний з країни», він більше не має права брати участь. Примирливий тон боса, яким він намагався пояснити ситуацію, розцінюється як «блеф». Камю показує безмовність і нездатність людини до порозуміння перед обличчям конфлікту інтересів і несумісність між бажанням і можливістю.
У «Німих» вилився досвід соціальної боротьби часів дитинства Камю.

### Гість
Полоненого араба передає вчителю Дару друг-жандарм. Той має перевезти його до сусіднього села, але Дару відмовляється це зробити. Жандарм у гніві йде, Дару переховує араба і постає перед вибором: ставитися до нього як до злочинця чи як до людини. Дару обирає останнє, знімає з нього кайдани і дозволяє йому втекти, навіть заохочує його до втечі, оскільки відчуває, що його спокій порушено. Араб, однак, залишається. Наступного ранку Дару приводить його до контрольно-пропускного пункту, де араб має вирішити для себе, чи піде він до села, щоб здатися, чи повернеться до свого народу вільною людиною. На подив Дару, він вирішує піти до в'язниці. Коли Дару повертається додому, він бачить повідомлення «Ти здав нашого брата. Ти заплатиш за це», написане на дошці в його будинку. Дару опинився у соціальному вигнанні у своєму улюбленому домі.
У вчителеві Дару можна впізнати самого Камю, який симпатизував визвольним зусиллям алжирського населення під час визвольної війни, але, з іншого боку, критикував їх і завжди намагався заспокоїти ситуацію моральними закликами. Як і Дару, Камю також піддавався гострій критиці за свою позицію між фронтами.

### Йона, або Художник за роботою
Йонас — людина, яка досягає успіху в усьому. Коли одного разу він починає займатися мистецтвом, то швидко стає відомим. Але незабаром його поглинають позамистецькі «зобов'язання», подібно до біблійного Йони, якого поглинув кит. Він вплутується в мистецький «бізнес» і продає свої роботи за фіксованою ціною дилеру, який отримав право на всі майбутні роботи. Арт-бізнес стерилізує його так, що він більше не має соціальної місії, яку міг би виконати, провалити або відмовитися від неї. Зрештою, він стає все більш і більш самим собою і будує собі маленьку халупу, де усамітнюється, щоб малювати. Він проводить там дедалі більше часу і врешті-решт живе там. Його соціальні контакти руйнуються так само швидко, як і його репутація. Коли через деякий час він знову виходить з халупи, він повністю виснажений і виснажений; його «великий твір» — це біле полотно, на якому він невиразними літерами написав «solitaire» (самотній, на самоті) або «solidaire» (разом).
Спочатку Йонаса виганяє у мистецьку еміграцію його слава, потім у соціальну еміграцію його робота. Його остання, «велика» робота описує внутрішній стан повністю виснаженого художника, який, можливо, потрапив до імперії після завершення справи свого життя.
Тут ми також знаходимо самого Камю, який коливався між зростаючим престижем і зростаючою невпевненістю через свій письменницький блок.

### Обітний камінь
Французький інженер Д'Арраст їде до Ігуапе, де він має збудувати дамбу, щоб захистити поселення від затоплення. Д'Арраст — людина, яка чогось шукає. Про це свідчить той факт, що з високопоставленими і важливими особами він спілкується коротко і по-діловому, але завжди намагається налагодити контакт з простими людьми. Однак розрив між його особистістю і становищем занадто великий, тому до нього завжди особливе ставлення, і він не має доступу до пересічних громадян.
Одного разу він знайомиться з корабельним кухарем, який зміг врятуватися на суші після того, як його корабель затонув, і тепер хоче віднести могутній камінь до церкви в покаянній процесії, щоб прославити Бога. Він просить Д'Арраста про допомогу, і той, не розуміючи, про що йдеться, погоджується. Однак у день процесії він дивиться на процесію і випробування моряка з балкона міського чиновника. Кухар падає з каменем перед самою церквою і не може нести його далі. Д'Арраст відмовляється від свого привілейованого становища і бере камінь на себе. Але замість того, щоб нести його до церкви, він приносить його до будинку кухаря. Спочатку його не пускають, а тепер запрошують до кола присутніх зі словами: "Сідайте з нами!
Подорож Д'Арраста в царство відбувається по висхідній лінії в його пошуках безпеки і дому: активна участь є його спробою солідарності після того, як він ніде не знайшов справжнього життя, зв'язку або дому і тепер хоче інтегруватися і відчути свою приналежність в такий спосіб. Спочатку це неможливо, але стає можливим лише тоді, коли під час святкової процесії знімаються бар'єри статусу, і Д'Арраст може з'явитися як звичайна людина — цілісна особистість. Цей вчинок виводить Д'Арраста у світ, оскільки він розділяє абсурдну долю всіх людей і таким чином робить сильну заяву про людську спільноту.